# Baimakî, Busk
Baimakî (în ucraineană Баймаки) este un sat în comuna Sokolivka din raionul Busk, regiunea Liov, Ucraina.

## Demografie
Componența lingvistică a localității Baimakî
     Ucraineană (99,14%)
     Alte limbi (0,86%)
Conform recensământului din 2001, majoritatea populației localității Baimakî era vorbitoare de ucraineană (99,14%), existând în minoritate și vorbitori de alte limbi.